# Martisberg
Martisberg is een plaats en voormalige gemeente in het Zwitserse kanton Wallis en maakt deel uit van het district Östlich Raron.
Martisberg telt x inwoners.
Het was met een oppervlakte van drie vierkante kilometer en een inwonertal van slechts 22 een van de drie kleinste gemeentes van Zwitserland. Op 4 januari fuseerde de gemeente met Betten tot de gemeente Bettmeralp.

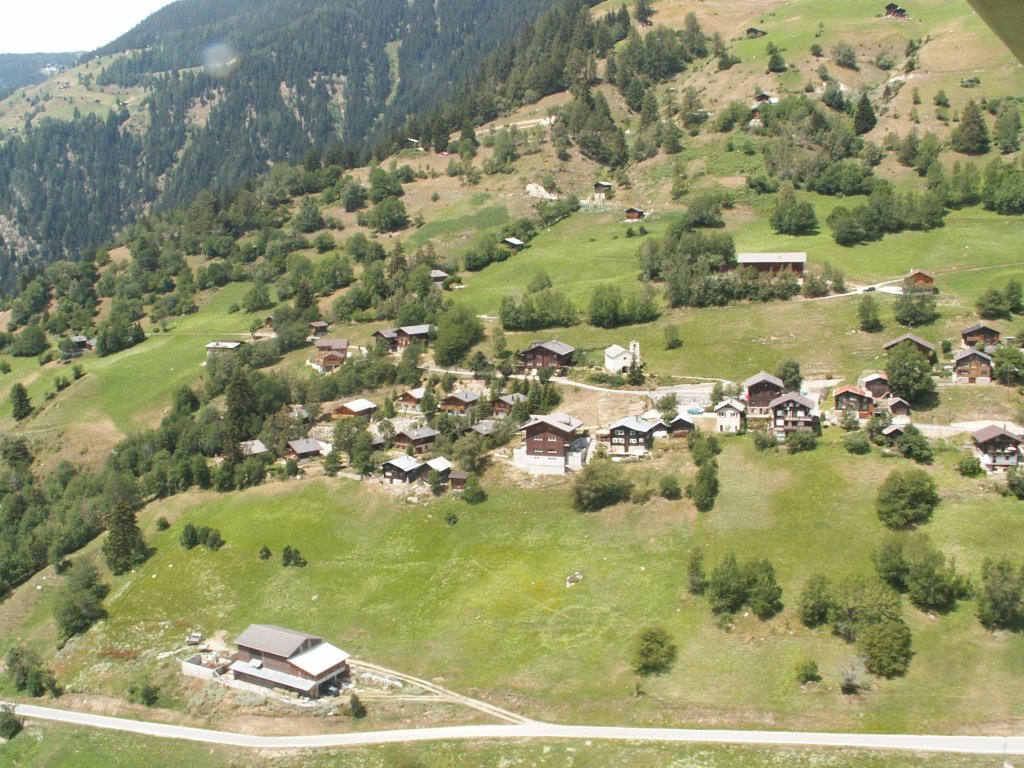
Martisberg in de zomer van 2006